# You'll See
You'll See este o baladǎ a artistei pop Madonna. A fost primul single de pe compilația de balade din 1995, Something to Remember și a fost lansat pe 23 octombrie 1995.

## Compunerea și inspirația
Întrebată dacă „You'll See” este despre răzbunare, Madonna a declarat „Nu, este despre a-ți oferi putere singur. Oricât mi-ar plăcea un cântec, ca «Take a Bow», din punct de vedere al versurilor, nu reflectă decât o parte a personalității mele. Am o parte care e complet masochistă și care ar face orice pentru dragoste, la propriu. Dar mai este o parte care spune „Nu-ți bate joc de mine, nu am nevoie de nimeni, pot să fac ce vreau, iar asta reflectă «You'll See»”.

## Recenzii
Revista Billboard a descris piesa ca fiind un "efort superb". Site-ul Popjustice a fost de părere că piesa este una din cele mai bune ale muzicienei, deși nu este des menționată ca fiind una din cele mai bune ale ei.

## Informații
Melodia a fost un hit internațional; #1 în Japonia, #2 în Finlanda, #5 în Italia și #6 în Statele Unite. Melodia a ajuns #5 în Marea Britanie, vânzânduse mai bine ca melodiile anterioare pânǎ la „Justify My Love” în 1990 și a fost în Top40 în topul sfârșitului de an. O versiune în spaniolǎ, numitǎ „Véras” a apǎrut pe maxi-singel și pe versiunea latino-americanǎ a albumului Something to Remember. Junior Vasquez a produs un remix neoficial al trackului.
În noiembrie 1995, Madonna a interpretat „You'll See” în timpul emisiunii Top Of The Pops din Marea Britanie. În 2001, a interpretat în timpul turneului mondial Drowned World Tour melodia, cu excepția câtorva spectacole din S.U.A. în care melodia a fost înlocuitǎ cu balada „Gone”.

## Videoclip
Videoclipul pentru „You'll See” a fost produs ca sequel pentru clipul „Take a Bow”, folosindu-se de același regizor, Michael Haussman. Madonna este înfǎțișatǎ cǎlǎtorind prin Europa purtând creații Versace. În clip a apǎrut și Emilio Muñoz care a jucat rolul matadorului ṣi în clipul anterior. Videoclipul a fost filmat între 23-24 octombrie în Londra. Premiera mondialǎ a avut loc pe MTV, pe 2 noiembrie 1995.
- Regizor: Michael Haussman
- Producǎtori: Donnie Masters, Debbie Turner
- Producǎtor executiv: George Klein
- Director of Photography: Adrian Wilde
- Editor: John McManus

## Performanța în clasamente

### Clasamente
| Clasamentul (1995/1996)               | Poziția maximă | Referință |
| ------------------------------------- | -------------- | --------- |
| Australia                             | 9              | [ 4 ]     |
| Austria                               | 5              | [ 4 ]     |
| Belgia (Flandra)                      | 45             | [ 4 ]     |
| Belgia (Valonia)                      | 11             | [ 4 ]     |
| Elveția                               | 8              | [ 4 ]     |
| Eurochart Hot 100 Singles             | 8              | [ 5 ]     |
| Finlanda                              | 2              | [ 4 ]     |
| Franța                                | 24             | [ 4 ]     |
| Germania                              | 15             | [ 6 ]     |
| Irlanda                               | 13             | [ 7 ]     |
| Italia                                | 6              | [ 8 ]     |
| Japonia (International Singles Chart) | 2              | [ 5 ]     |
| Marea Britanie                        | 6              | [ 9 ]     |

| Clasament (1995/1996)                               | Poziția maximă | Referință |
| --------------------------------------------------- | -------------- | --------- |
| Noua Zeelandă                                       | 17             | [ 4 ]     |
| Suedia                                              | 6              | [ 4 ]     |
| S.U.A. Billboard Hot 100                            | 6              | [ 10 ]    |
| S.U.A. Billboard Hot 100 Airplay                    | 10             | [ 10 ]    |
| S.U.A. Billboard Hot Singles Sales                  | 6              | [ 10 ]    |
| S.U.A. Billboard Hot Adult Contemporary Tracks      | 5              | [ 10 ]    |
| S.U.A. Billboard Adult Top 40                       | 10             | [ 10 ]    |
| S.U.A. Billboard Top 40 Mainstream                  | 7              | [ 10 ]    |
| S.U.A. Billboard Rhythmic Top 40                    | 20             | [ 10 ]    |
| S.U.A. Billboard Hot Latin Tracks 1                 | 21             | [ 10 ]    |
| S.U.A. Billboard Latin Pop Airplay 1                | 10             | [ 10 ]    |
| S.U.A. Billboard Hot Dance Music/Maxi-Singles Sales | 18             | [ 10 ]    |
| S.U.A. ARC Weekly Top 40                            | 2              | [ 11 ]    |

Notă: 1 Denotă clasarea versiunii spaniole, "Veras".